# Infurcitinea karsholti
Infurcitinea karsholti is een vlinder uit de familie echte motten (Tineidae). De wetenschappelijke naam is voor het eerst geldig gepubliceerd in 1992 door Gaedike.
De soort komt voor in Europa.